# Colletes rutilans
Colletes rutilans är en biart som beskrevs av Joseph Vachal 1909. Colletes rutilans ingår i släktet sidenbin, och familjen korttungebin. Inga underarter finns listade i Catalogue of Life.